# Collio Goriziano Malvasia
Le Collio Goriziano Malvasia (ou Collio Malvasia) est un vin blanc italien de la région Frioul-Vénétie Julienne doté d'une appellation DOC depuis le 3 novembre 1989. Seuls ont droit à la DOC les vins récoltés à l'intérieur de l'aire de production définie par le décret. Les vignobles autorisés se situent dans la province de Gorizia dans les communes et hameaux de Brazzano, Capriva del Friuli, Cormons - Plessiva, Dolegna del Collio, Farra d'Isonzo, Lucinico, Mossa, Oslavia, Ruttars et San Floriano del Collio.
Le Collio Goriziano Malvasia répond à un cahier des charges moins exigeant que le Collio Goriziano Malvasia Istriana riserva, essentiellement en relation avec le vieillissement.

## Caractéristiques organoleptiques
- couleur : jaune paille
- odeur : agréable, caractéristique
- saveur : sec, plein, harmonique

Le Collio Goriziano Malvasia se déguste à une température comprise entre 9 et 11 °C. Il se garde entre un et trois ans.

## Production
Province, saison, volume en hectolitres :
- Gorizia (1990/91) 1 563,72
- Gorizia (1991/92) 1 664,20
- Gorizia (1992/93) 2 024,58
- Gorizia (1993/94) 1 554,65
- Gorizia (1994/95) 1 180,72
- Gorizia (1995/96) 963,34
- Gorizia (1996/97) 1 331,04